# Conogonia scutellaris
Conogonia scutellaris är en insektsart som beskrevs av Walker 1870. Conogonia scutellaris ingår i släktet Conogonia och familjen dvärgstritar. Inga underarter finns listade i Catalogue of Life.